# Velești
Veleștiⓘ – wieś w Rumunii, w okręgu Dolj, w gminie Murgași. W 2011 roku liczyła 463 mieszkańców.